# Erik Lundberg
Erik Filip Lundberg (13 de agosto de 1907 – 14 de setembro de 1987) foi um economista sueco, nascido em Estocolmo . Foi professor de economia política na Universidade de Estocolmo e membro da Escola de Estocolmo. Foi presidente da Associação Econômica Internacional de 1968 a 1971. De 1969 a 1979, foi membro do comitê que seleciona os laureados para o Prêmio Sveriges Riksbank em Ciências Econômicas, e atuou como presidente do comitê de 1975 a 1979.
Erik Lundberg era filho do matemático Ph.D. Filip Lundberg (1876-1965) e Astrid Bergstedt. 1931-33 estudou no Estados Unidos, após se graduar na Universidade de Estocolmo, e quando retornou à Suécia, recebeu um cargo na secretaria econômica do Riksbank. Em 1934 foi consultor financeiro do comitê de planejamento econômico na Islândia.
Ele obteve seu doutorado em 1937 com Estudos na teoria da expansão econômica, e recebeu no mesmo ano emprego no Instituto de Pesquisa Econômica, onde em 1944 se tornou chefe. Ele foi um dos conselheiros mais próximos do ministro das Finanças Ernst Wigforss e, na época, quase ao mesmo tempo, foi nomeado o primeiro professor de economia da Universidade de Estocolmo, cargo que ocupou de 1946 a 1965. Ele também foi especialista em várias investigações estaduais nas décadas de 1930 e 1940.
Entre 1933 e 1935 Lundberg, Ingvar Svennilson e Gösta Bagge publicaram "Salários na Suécia 1860-1930". Em sua tese de doutorado Lundberg desenvolve a mesma teoria econômica que Keynes apresentou no Tratado da Moeda, e tenta, principalmente pela obra de Knut Wicksell, combiná-la com um aspecto dinâmico, e lançar uma teoria dos ciclos econômicos e do não-equilíbrio. Em outros trabalhos, ele investiga o duplo papel dos investimentos de demanda e oferta, e afirmou que isso poderia levar a um desequilíbrio no crescimento.
Os primeiros trabalhos estudam como a economia é afetada pela exportação e importação. Em A produtividade e o retorno dos investimentos de 1961, ele cunha a frase "O efeito Horndals" para descrever um aumento na produtividade sem investimento. Na década de 1980, sua pesquisa se concentrou na crise econômica e na influência dos principais economistas dos anos 1900 na política.